# Campionati italiani di sci alpino 1986
Ai Campionati italiani di sci alpino 1986 furono assegnati i titoli di discesa libera, supergigante, slalom gigante, slalom speciale e combinata, sia maschili sia femminili.

## Risultati

### Uomini

#### Discesa libera
| Pos. | Atleta              | Nazione |
| ---- | ------------------- | ------- |
| 1    | Michael Mair        | Italia  |
| 2    | Danilo Sbardellotto | Italia  |
| 3    | Ivan Marzola        | Italia  |

#### Supergigante
| Pos. | Atleta            | Nazione |
| ---- | ----------------- | ------- |
| 1    | Ivan Marzola      | Italia  |
| 2    | Richard Pramotton | Italia  |
| 3    | Roberto Erlacher  | Italia  |

#### Slalom gigante
| Pos. | Atleta            | Nazione |
| ---- | ----------------- | ------- |
| 1    | Richard Pramotton | Italia  |
| 2    | Roberto Spampatti | Italia  |
| 3    | Roberto Erlacher  | Italia  |

#### Slalom speciale
| Pos. | Atleta            | Nazione |
| ---- | ----------------- | ------- |
| 1    | Richard Pramotton | Italia  |
| 2    | Marco Tonazzi     | Italia  |
| 3    | Alberto Tomba     | Italia  |

#### Combinata
| Pos. | Atleta              | Nazione |
| ---- | ------------------- | ------- |
| 1    | Michael Mair        | Italia  |
| 2    | Ivan Marzola        | Italia  |
| 3    | Florian Runggaldier | Italia  |

### Donne

#### Discesa libera
| Pos. | Atleta           | Nazione |
| ---- | ---------------- | ------- |
| 1    | Karla Delago     | Italia  |
| 2    | Silvana Erlacher | Italia  |
| 3    | Lucia Frontul    | Italia  |

#### Supergigante
| Pos. | Atleta           | Nazione |
| ---- | ---------------- | ------- |
| 1    | Michaela Marzola | Italia  |
| 2    | Karla Delago     | Italia  |
| 3    | Silvana Erlacher | Italia  |

#### Slalom gigante
| Pos. | Atleta           | Nazione |
| ---- | ---------------- | ------- |
| 1    | Cecilia Lucco    | Italia  |
| 2    | Silvana Erlacher | Italia  |
| 3    | Karla Delago     | Italia  |

#### Slalom speciale
| Pos. | Atleta           | Nazione |
| ---- | ---------------- | ------- |
| 1    | Nadia Bonfini    | Italia  |
| 2    | Cecilia Lucco    | Italia  |
| 3    | Silvana Erlacher | Italia  |

#### Combinata
| Pos. | Atleta           | Nazione |
| ---- | ---------------- | ------- |
| 1    | Karla Delago     | Italia  |
| 2    | Silvana Erlacher | Italia  |
| 3    | Fulvia Stevenin  | Italia  |